# Chiesa della Santissima Trinità (Stenico)
La chiesa della Santissima Trinità è la parrocchiale  a Villa Banale, frazione di Stenico in Trentino. Fa parte dell'ex-decanato del Lomaso nell'arcidiocesi di Trento e risale al XVI secolo.